# Nguyễn Thu
Nguyễn Thu (chữ Hán: 阮𠈅; 1799-1855), hiệu là Tĩnh Sơn tiên sinh, Cửu Chân Tĩnh Sơn, tự là Tỉnh Chất, là một danh sĩ và nhà sử học Việt Nam đầu thời Nguyễn.

## Thân thế sự nghiệp
Ông trước có tên là Nguyễn Bảo (chữ Hán: 阮保), tự Định Phủ, quê tại làng Hương Khê (Lan Khê), huyện Nông Cống (nay là thôn Phương Khê, xã Nông Trường, huyện Triệu Sơn), tỉnh Thanh Hóa; nhưng lại sinh ra và lớn lên ở quê mẹ làng Đa Sĩ, huyện Thanh Oai (nay thuộc phường Kiến Hưng, quận Hà Đông, thành phố Hà Nội).
Gia đình ông nhiều đời đỗ đạt. Cụ nội là Nguyễn Hiệu đỗ Tiến sĩ khoa Canh Thìn 1700, ông nội là Nguyễn Hoàn đỗ Tiến sĩ khoa Quý Hợi 1743 thời Lê Trung hưng. Cha là Nguyễn Khê được phong là Hoằng tín đại phu, Quả nghị tướng quân, Trung thành môn vệ úy xuất thân, Thanh Xuyên bá; mẹ là bà Phan Thị Bích, con gái danh sĩ Phan Huy Ích.
Nguyễn Bảo thi đỗ Hương tiến, ân khoa Tân Tỵ, năm Minh Mệnh thứ 2 (1821).
Sau khi đỗ Hương tiến, Nguyễn Thu được bổ làm Tri huyện huyện Thanh Hà, trấn Hải Dương rồi thăng Tri phủ Kinh Môn.
Năm Minh Mệnh thứ 19 (1838), Nguyễn Thu được thăng lên Hộ bộ Viên ngoại lang.
Minh Mệnh thứ 21 (1840), ông được bổ nhiệm làm Án sát Hải Dương nhưng ngay năm sau chuyển về Kinh làm Hàn lâm viện Thị độc, sung Biên tu Quốc sử quán.
Năm Thiệu Trị thứ nhất (1841), vì phải kiêng húy nên ông là mới đổi tên lại thành Nguyễn Thu.
Năm Thiệu Trị thứ 4 (1844), cuốn Đại Nam thực lục tiền biên hoàn thành, ông được thăng lên chức Thi giảng Học sĩ sung chức Biên tu.
Năm 1845 lại được thăng làm thự Hồng lô Tự khanh sung chức Toản tu ở Quốc sử quán.
Năm 1846 thăng Hồng lô Tự khanh sung chức Toản tu ở Quốc sử quán.
Năm Tự Đức năm thứ nhất (1848), ông được ban tước Quang Lộc tự khanh, sung làm Phó sứ sang nhà Thanh (Trung Quốc), khi về được thăng Thị lang bộ Lại, sau điều sang bộ Hộ.
Năm Tự Đức thứ 7 (1854) ông được đổi bổ làm Bố chính các tỉnh Bình Định, Phú Yên, Khánh Hòa.
Năm 1855, ông ốm mất ở nơi làm quan, lúc 56 tuổi. Đánh giá ông là người làm quan điềm tĩnh đáng khen, vua Tự Đức sai ban cấp thêm tiền tuất để tổ chức tang lễ cho ông.

## Gia đình
Phu nhân của ông là bà Ngô Thị Nhuyễn, người tỉnh Hải Dương. Bà sinh cho ông một con trai là Nguyễn Giản và bốn con gái. Con trai ông, Nguyễn Giản, và cháu nội ông, Nguyễn Lợp Cấp, về sau đều đỗ Cử nhân.

## Tác phẩm
- Quốc sử ký biên
- Kinh môn phủ chí
- Thanh Hà huyện chí
- Phương Sơn từ chí lược
- Tinh thiều tùy bút
- Sứ trình tạp ký
- Điễn lễ lược khác
- Thạch đề mộng thuyết
- Anh vũ học ngôn
- Biền lệ tạp văn
- Tập cú thi thảo
- Lê quý kỷ sự
- Sử cục loại biên
- Hoàn vũ kỷ
- Thiên Nam tiệp chú ngoại kỷ sử lược